# Pirmil
Pirmil és un municipi francès situat al departament del Sarthe i a la regió de País del Loira. L'any 2007 tenia 448 habitants.

## Demografia

### Població
El 2007 la població de fet de Pirmil era de 448 persones. Hi havia 157 famílies de les quals 35 eren unipersonals (31 homes vivint sols i 4 dones vivint soles), 39 parelles sense fills, 75 parelles amb fills i 8 famílies monoparentals amb fills.
La població ha evolucionat segons el següent gràfic:
Habitants censats

### Habitatges
El 2007 hi havia 199 habitatges, 170 eren l'habitatge principal de la família, 19 eren segones residències i 10 estaven desocupats. 195 eren cases i 4 eren apartaments. Dels 170 habitatges principals, 131 estaven ocupats pels seus propietaris, 37 estaven llogats i ocupats pels llogaters i 2 estaven cedits a títol gratuït; 13 tenien dues cambres, 28 en tenien tres, 39 en tenien quatre i 90 en tenien cinc o més. 132 habitatges disposaven pel capbaix d'una plaça de pàrquing. A 57 habitatges hi havia un automòbil i a 103 n'hi havia dos o més.

### Piràmide de població
La piràmide de població per edats i sexe el 2009 era:
| Homes | Edats   | Dones |
| ----- | ------- | ----- |
| 0     | 95 o +  | 0     |
| 0     | 90 a 94 | 0     |
| 0     | 85 a 89 | 0     |
| 4     | 80 a 84 | 4     |
| 4     | 75 a 79 | 8     |
| 8     | 70 a 74 | 4     |
| 20    | 65 a 69 | 12    |
| 4     | 60 a 64 | 12    |
| 8     | 55 a 59 | 12    |
| 8     | 50 a 54 | 12    |
| 24    | 45 a 49 | 12    |
| 12    | 40 a 44 | 4     |
| 12    | 35 a 39 | 16    |
| 16    | 30 a 34 | 4     |
| 20    | 25 a 29 | 24    |
| 8     | 20 a 24 | 4     |
| 20    | 15 a 19 | 12    |
| 4     | 10 a 14 | 20    |
| 12    | 5 a 9   | 4     |
| 4     | 0 a 4   | 8     |

## Economia
El 2007 la població en edat de treballar era de 291 persones, 243 eren actives i 48 eren inactives. De les 243 persones actives 219 estaven ocupades (122 homes i 97 dones) i 24 estaven aturades (10 homes i 14 dones). De les 48 persones inactives 18 estaven jubilades, 15 estaven estudiant i 15 estaven classificades com a «altres inactius».

### Ingressos
El 2009 a Pirmil hi havia 174 unitats fiscals que integraven 474 persones, la mediana anual d'ingressos fiscals per persona era de 16.629 €.

### Activitats econòmiques
Dels 5 establiments que hi havia el 2007, 2 eren d'empreses de construcció, 2 d'empreses d'hostatgeria i restauració i 1 d'una empresa classificada com a «altres activitats de serveis».
Dels 2 establiments de servei als particulars que hi havia el 2009, 1 era un guixaire pintor i 1 perruqueria.
L'any 2000 a Pirmil hi havia 23 explotacions agrícoles que ocupaven un total de 960 hectàrees.

## Poblacions més properes
El següent diagrama mostra les poblacions més properes.